# Wembley F.C.
Wembley Football Club é um time de futebol da Inglaterra, localizado em Wembley Park, no subúrbio de Londres. Atualmente disputa a primeira divisão da Spartan South Midlands League, uma das divisões amadoras no sistema de ligas do futebol inglês.
Fundado em 1946, manda suas partidas no Vale Farm, com capacidade para receber 2.450 torcedores. As cores oficiais da equipe são o vermelho e o branco.
Ganhou notoriedade em 2012, após ganhar o patrocínio da cervejaria Budweiser. Terry Venables, ex-técnico da seleção inglesa, foi contratado para ser diretor-técnico e David Seaman seria o treinador de goleiros, além de jogar em algumas partidas. Para a Copa da Inglaterra, o clube ousou ao tirar simultaneamente da aposentadoria o argentino Claudio Caniggia, os ingleses Martin Keown, Graeme Le Saux, Carl Leaburn, Ray Parlour e Ugo Ehiogu (falecido em 2017), o norte-americano Brian McBride e o boliviano Jaime Moreno.
Contra o Langford Football Club, Caniggia marcou o primeiro gol na vitória por 3 a 2, ao driblar 2 defensores e tocar por cima do goleiro dos "Reds", além de ter feito uma assistência.